# Marcelo Andrés Silva Fernández
Marcelo Andrés Silva Fernández (Mercedes, 21 marzo 1989) è un calciatore uruguaiano, difensore svincolato.